# Motorisierter Theodolit

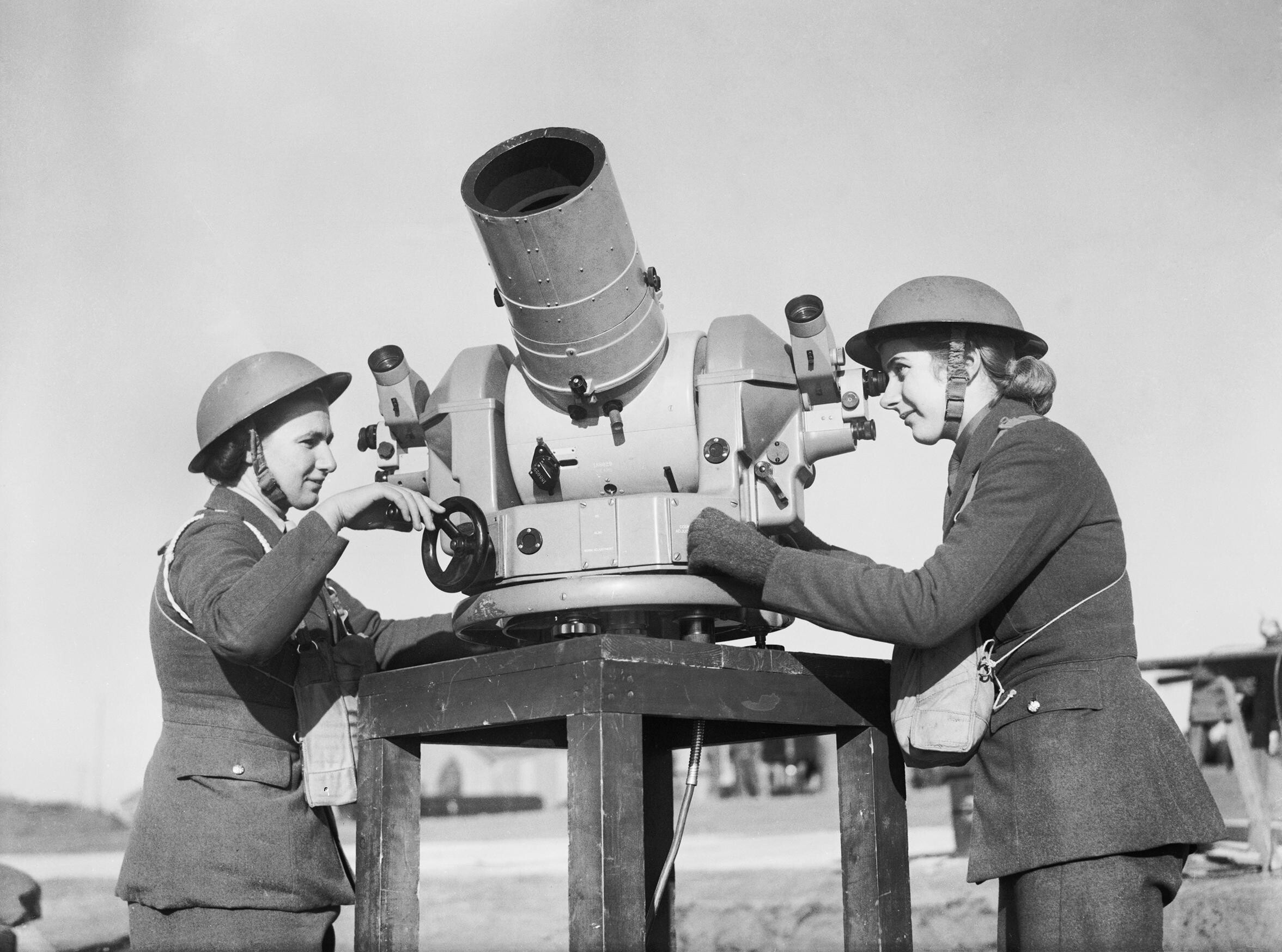
Zwei englische ATS-Helferinnen an einem Kinetheodolit zur Flugabwehr im Zweiten Weltkrieg

Als motorisierter Theodolit oder Motortheodolit wird ein Theodolit bezeichnet, dessen Achsen motorisch betrieben werden. Erste Exemplare wurden in den 1940er-Jahren für die militärische Flugabwehr entwickelt. Sie erlaubten neben einer rascheren Messung auch die Verfolgung bewegter Ziele und die Steuerung von Geschützen.
In den 1950er-Jahren entstanden Motortheodolite auch für zivile Anwendungen in der Geodäsie. So entwickelte Erwin Gigas am Frankfurter Institut für Angewandte Geodäsie den astronomischen Gigas-Präzisionstheodolit mit steuerbaren Drehgeschwindigkeiten und fotografischer Kreisablesung, den die Berliner Askania-Werke später zum Kinetheodolit weiterentwickelten. Er erlaubte die halbautomatische Beobachtung von Wetterballonen und diente später auch für die ballongestützte Stellartriangulation und bis etwa 1970 für Satellitenbeobachtungen.
Um 1980 entwickelte Heribert Kahmen am Geodätischen Institut in Hannover einen Roboter-Theodolit für den Bergbau, der vorgegebene Ziele von Überwachungsnetzen auf Bewegungen kontrollieren konnte. Nach seiner Berufung an die TU Wien erfolgten weiterführende Steuerungen. 
Der Schritt zur vollautomatischen Zielung und Zielverfolgung gelang jedoch zufriedenstellend erst in den 1990er-Jahren mit miniaturisierten elektro-optischen Sensoren. In den modernen Tachymetern ist auch der automatische Datenfluss in geeignete Speichermedien realisiert.